# Jamie Baulch
James Steven „Jamie” Baulch (ur. 3 maja 1973) – brytyjski lekkoatleta, sprinter, medalista Igrzysk Olimpijskich (1996) oraz olimpijczyk z 2000 roku. Medalista mistrzostw świata i Europy.
Złoty medalista Mistrzostw Świata Juniorów w Lekkoatletyce (Seul 1992) w sztafecie 4 × 100 metrów (podczas tej samej imprezy był 4. w biegu na 200 metrów).
W karierze seniorskiej największe indywidualne sukcesy odnosił na dystansie 400 metrów:
- srebrny medal podczas Halowych Mistrzostw Świata (Paryż 1997)
- złoto Halowych Mistrzostw Świata (Maebashi 1999)
- 1. miejsce na Halowym Pucharze Europy w Lekkoatletyce (Lipsk 2003)
- złoty medal Halowych Mistrzostw Świata w Lekkoatletyce (Birmingham 2003)

Jeszcze więcej medali Baulch zdobył jako członek brytyjskiej sztafety 4 × 400 metrów:
- 1. miejsce podczas Pucharu Świata w Lekkoatletyce (Londyn 1994)
- srebrny medal Igrzysk Olimpijskich (Atlanta 1996)
- złoty medal Mistrzostw Świata w Lekkoatletyce (Ateny 1997)
- złoty medal na Mistrzostwach Europy w Lekkoatletyce (Budapeszt 1998)
- złoto na Mistrzostwach Europy (Monachium 2002)

Wynik uzyskany w finale olimpijskim w Atlancie (3 sierpnia 1996) – 2:56.60 jest aktualnym rekordem Europy.

## Rekordy życiowe
- bieg na 300 m – 32,06 (1997)
- bieg na 400 m – 44,57 (1996)
- bieg na 200 m (hala) – 20,84 (1994, 1997)
- bieg na 400 m (hala) – 45,39 (1997) rekord Wielkiej Brytanii